# Hibiscus scottii
Hibiscus scottii är en malvaväxtart som beskrevs av Isaac Bayley Balfour. Hibiscus scottii ingår i Hibiskussläktet som ingår i familjen malvaväxter. Inga underarter finns listade i Catalogue of Life.